# Wasserturmplatz
Der Wasserturmplatz ist ein Platz mit einem historischen Wasserturm im Berliner Ortsteil Prenzlauer Berg in der Nähe des Kollwitzplatzes und der Synagoge Rykestraße. Der Wasserturmplatz steht als Gartendenkmal unter Denkmalschutz. Des Weiteren befindet sich dort auch das denkmalgeschützte Bauensemble Wasserturmplatz, bestehend aus Wasserturm, Tiefbehälter, Steigrohrturm, Maschinenhaus und Schwimmerhäuschen. Der Wasserturm ist der älteste noch erhaltene derartige Turm in Berlin. In Reiseführern wird der Wasserturm oft mit dem Alternativnamen Dicker Hermann bezeichnet.

## Geschichte

### Bestandteile des Bauensembles

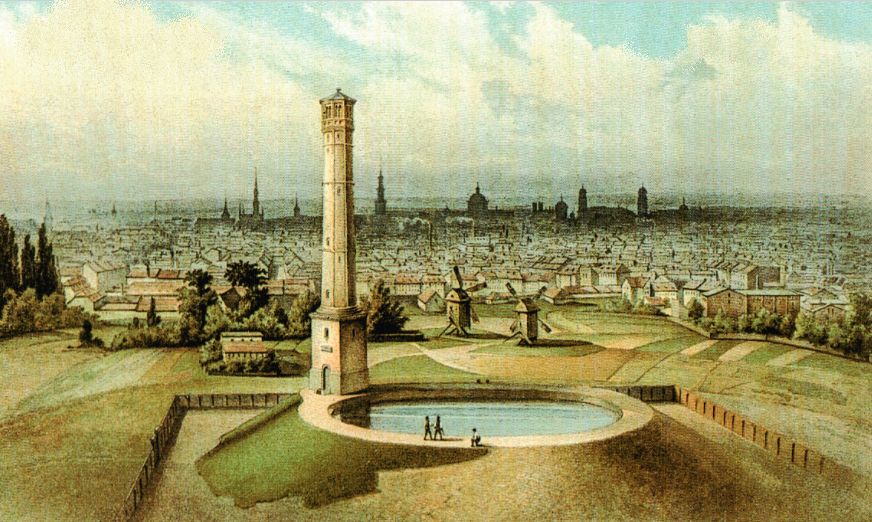
Steigrohrturm mit offenem Wasserbehälter (Fassungsvermögen 3000 m³)
Zeichnung von Th. Dettmers, 1856

Das unter Denkmalschutz stehende Bauensemble Wasserturmplatz besteht aus einem Steigrohrturm und einem zugehörigen Tiefbehälter, einem Maschinenhaus, einem Wasserturm und einem Schwimmerhäuschen. Das Bauensemble befindet sich teilweise auf dem 54 Meter hohen Windmühlenberg, der von Menschen aufgeschüttet wurde, um darauf Windmühlen errichten zu können. Die letzten derartigen Bauwerke wurden 1870 abgerissen.

### Vorgeschichte und erstes Wasserwerk
Die Wasserversorgung Mitte des 19. Jahrhunderts über Zieh- und Handbrunnen hielt mit der raschen Stadtentwicklung nicht Schritt. Außerdem war das Brunnenwasser oft mit Cholera-Erregern verunreinigt. Die preußische Staatsregierung beauftragte 1852 das britische Unternehmen Fox & Crampton mit dem Aufbau einer flächendeckenden Trinkwasserversorgung. Daraufhin gründete das Unternehmen die Berlin Waterworks Company.
Ergänzend zu dem 1856 ersten erbauten Wasserwerk des Ingenieurs Henry Gill an der Spree vor dem Stralauer Tor, das gefiltertes Spreewasser durch Rohrsysteme an Berliner Haushalte verteilte, wurde auf dem Windmühlenberg ein 20 Meter hoher Steigrohrturm mit offenem Wasserbehälter errichtet.
Die Wasseranlage diente zum Anzeigen und Ausgleichen des Wasserdrucks und als Sicherheitsventil.
Der Steigrohrturm war hier beispielsweise für den benötigten Druck in den Wasserleitungen zuständig, welcher in Kombination mit einer Sohle in der Tiefstadt, einen Wasserfluss nach dem Prinzip der kommunizierenden Röhren bereitgestellt hat. So wurden rund 400.000 Einwohner im Umfeld der Anlage mit fließendem Wasser versorgt.
Henry Gill ließ den offenen Wasserbehälter 1877 in einen unterirdischen Wasserspeicher mit einem Fassungsvermögen von 3300 m³ umbauen. Das Wasser in dem Wasserspeicher wurde nicht von der Oberfläche von Seen und Flüssen entnommen, sondern stammte aus einem Tiefbrunnen, sodass das natürliche Uferfiltrat zur Reinigung dienen konnte. Mit der Zeit wuchs die Stadt immer mehr in Richtung Norden, sodass der Steigrohrturm nicht mehr den benötigten Druck erzeugen konnte.

### Wasserturm und zugehörige Anlagen

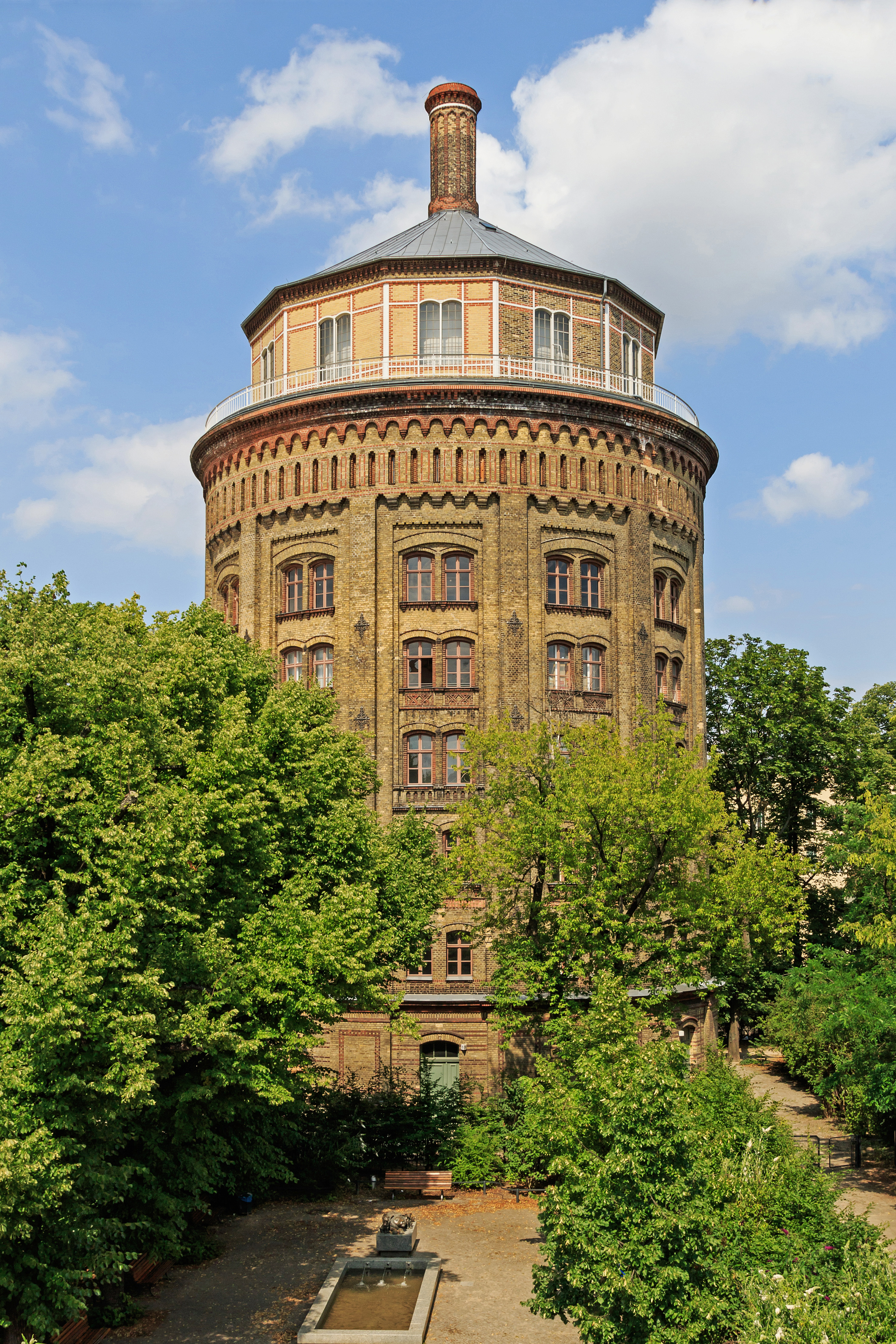
Wasserturm auf dem Wasserturmplatz

#### Bau und Beschreibung
Zwischen 1875 und 1877 wurde ein 30 Meter hoher Wasserturm mit integriertem Hochbehälter und Werkswohnungen mit zwei angrenzenden Maschinenhäusern erbaut. Den Wasserturm entwarf der Architekt Wilhelm Vollhering. Der Wasserturm ist in sechs Stockwerke gegliedert worden und das Fassungsvermögen des darüberliegenden Hochbehälters betrug 7115 m³. Der neue Wasserturm – zusammen mit den Pumpenhäuser und dem Steigrohrturm mit dem Tiefbehälter – hatte genügend Kapazitäten, um das gesamte nördliche Stadtgebiet Berlins mit Wasser zu versorgen. Diese Verbesserung der Wasserversorgung trug auch maßgeblich zur Entwicklung des damals anliegenden Arbeiterbezirks bei.
Verschiedenste Veränderungen im Umfeld des Werkes führten im Jahr 1914 zur Stilllegung der Maschinenanlagen und des Steigrohrturms. Infolgedessen wurden die Maschinen und der Kessel aus dem rund 1000 m² großen Maschinenhaus I entfernt. Der Hochbehälter des neuen 30 Meter hohen Wasserturmes blieb allerdings bis 1952 in Betrieb. Es wurden Durchgänge in die unterirdischen Wasserspeicher gebrochen, sodass die entstandenen Kellerräume fortan als Lagerhallen genutzt werden konnten.
Im Jahre 1916 befand sich im stillgelegten Maschinenhaus I eine Volksküche.

#### Nutzung als frühes Konzentrationslager und SA-Heim
Im März 1933 nahm die SA-Standarte 4 (Wedding, Prenzlauer Berg, Reinickendorf, Pankow, Weißensee) das ihr von der Stadt Berlin nach der Machtergreifung zur Einrichtung eines SA-Heims überlassene Grundstück des Wasserturms in Besitz und nutzte es als ein frühes Konzentrationslager. Dorthin verbrachte die SA wahrscheinlich ab März 1933 ihr verhasste Gegner aus der Arbeiterbewegung, besonders der KPD und ihrer Nebenorganisationen, auch Juden und mindestens einen Homosexuellen, um sie brutal zu misshandeln. Einzelne der vorher geschaffenen Kellerräume wurden in die Nutzung mit einbezogen. Das KZ war gezielt in dem Arbeiterbezirk errichtet worden, um die neuerrungene Machtposition durch die Verbreitung von Angst und Schrecken zu festigen. Den Fenstern des Maschinenhauses fehlte inzwischen die Verglasung, weshalb die nächtlichen Schreie der Opfer weithin hörbar waren. Die Inhaftierten waren gezwungen, beim Ausbau des Maschinenhauses zu einem SA-Heim mitzuarbeiten. Sanitäreinrichtungen waren für sie nicht vorhanden und ihr Essen musste täglich in zwei Eimern aus einem nahe gelegenen SA-Sturmlokal geholt werden. Die Aufenthaltsdauer der Häftlinge lag zwischen einem und vierzehn Tagen. Lagerleiter war der vorbestrafte und als äußerst brutal geschilderte Sturmführer des Sturms 13/4 (Prenzlauer Berg), Ernst Pfordte. Die SA betrieb das KZ bis spätestens Juni 1933.
Das am 20. Juni 1933 durch den Bezirksbürgermeister Krüger und den SA-Oberführer Richard Fiedler eingeweihte SA-Heim Wasserturm bestand aus dem zum Ess- und Aufenthaltsraum für bis zu 1200 SA-Männer umgebauten Maschinenhaus I und einem Schlafsaal für 100 obdach- und mittellose SA-Männer im ehemaligen Maschinenhaus II. Das Heim existierte nur bis ins Frühjahr 1935. Bereits im März 1934 hatte die SA den Sturmführer Pfordte aller Posten enthoben, vermutlich auf Grund von Ermittlungen des Kreisgerichts VII der NSDAP im Gau Berlin zum Parteigerichtsverfahren Fall Wasserturm. Offenbar diente das Zusammentragen zahlreicher schwerer krimineller Delikte des Sturms 13/4, die in einem unklaren Zusammenhang mit dem KZ standen, der Vorbereitung der Niederschlagung des Röhm-Putsches, der am 30. Juni 1934 vollstreckten Säuberung der SA-Führung durch Hitler. Die ab August 1934 von der Generalstaatsanwaltschaft am Landgericht Berlin übernommene Untersuchung führte dort ab März 1935 zu einem nur bruchstückhaft überlieferten Strafverfahren, das für Pfordte, Kurt Kain, seinen Nachfolger als Führer des Sturms 13/4, sowie Willi Protsch, den Führer der Standarte 4, wahrscheinlich keine Freiheitsstrafen, jedoch den Ausschluss aus SA und NSDAP und für das Heim die Schließung zur Folge hatte.

#### Parkanlage und Kellerräume
Das Gelände wurde nun der öffentlichen Grünanlage angeschlossen, wobei Paul Mittelstädt die von 5.000 auf 20.000 Quadratmeter angestiegene Gartenfläche neu gestaltete. Dazu gehörte der Abriss des Maschinenhauses I. Am 1. Mai 1937 weihte der Bezirksbürgermeister Karl Bombach den Wasserturmplatz als neue Erholungsstätte ein.
Im Zweiten Weltkrieg, 1940, wurde im kleinen Wasserspeicher ein Luftschutzbunker eingerichtet. Nach dem Ende des Krieges verkam das Gelände allmählich zu einem Müllplatz, auch die Berliner Stadtreinigungsbetriebe verwendeten es bis 1950 als Mülldeponie. Dann ließ die Bezirksverwaltung das Gelände wieder als Grünanlage herrichten. So wurde ein Spielplatz auf der Fläche des gesprengten Maschinenhauses I errichtet. An die Opfer des KZ erinnerte ein Gedenkstein, der 1953 erneuert und 1981 durch eine beschriftete Wand aus Klinkersteinen ersetzt wurde.
Bis zur deutschen Wiedervereinigung dienten die Kellerräume als Lagerhallen einer Fischverarbeitungsfirma.
Danach wurden die Keller beräumt und instand gesetzt. Bei Stadtführungen in den 1990er Jahren konnten Besucher die leeren Räume besichtigen.

#### Werkswohnungen im Wasserturm
Die Werkswohnungen im Wasserturm haben sich bis heute erhalten. Sie wurden zu Zeiten der DDR von der Kommunalen Wohnungsverwaltung (KWV) verwaltet und gingen nach 1990 in den Bestand der Wohnungsbaugesellschaft in Prenzlauer Berg über. Im gleichen Jahr wurde das Bauensemble unter Denkmalschutz gestellt. Letztendlich gingen die Wohnungen in dem Wasserturm durch die Fusion der Gewobag mit der Wohnungsbaugesellschaft in Prenzlauer Berg in das Eigentum der Gewobag über. Im Rahmen der Denkmalschutzauflagen ließ die Eigentümerin im Jahr 2000 Bäder, Stränge, Heizung und Fenster modernisieren.

#### Nachgeschichte des Wasserspeichers
Seit 1992 werden die unterirdischen Wasserspeicher für temporäre Kunstprojekte genutzt. Ein Konzept Anfang der 1990er Jahre vom Umbau des unterirdischen Wasserbehälters zu einem Kulturzentrum mit Bibliothek wurde aufgrund der Kostenintensität verworfen.

### Platzbeschreibung

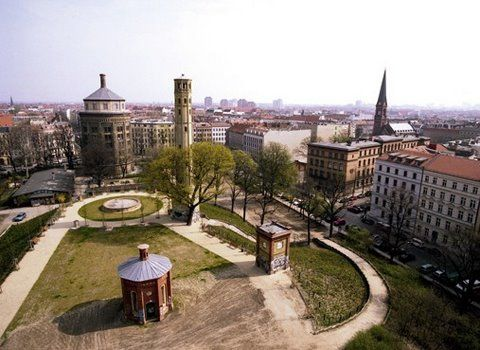
Luftbild des Windmühlenbergs mit dem Wasserturmplatz und dem Wasserturm, Tiefbehälter, Steigrohrturm, Maschinenhaus und Schwimmerhäuschen, 2013

Der Wasserturmplatz wurde 1915, ein Jahr nach der Außerbetriebnahme des Steigrohrturm, nach den Plänen des Berliner Gartendirektors Albert Brodersen als Schmuckplatz angelegt. Die Gestaltung des Platzes führte Gartendirektor und Gartenamtsleiter Paul Mittelstädt (1902–1985) ab 1935 fort.
Im Auftrag des Bezirksgartenamtes Prenzlauer Berg restaurierte der VEB Stadtgrün die Grünanlage 1976 nach den historischen Plänen.
Erst einige Jahre nach dem Mauerfall und der Wiedervereinigung der Stadt erfolgten Sanierungen des Wasser- und Steigrohrturms sowie des Platzes und waren im Jahr 2007 abgeschlossen. Neben 15.000 Rosenstöcken und 10.000 Gehölzen ließ die Bezirksverwaltung einen kleinen Weinberg mit Unterstützung von Wiener Weingärtnern auf dem Windmühlenberg anlegen.
Im August 2007 brach durch einen Erdrutsch am Osthang des Windmühlenberges ein drei Meter breites Teilstück ab.

## Gesamtes Ensemble
Der Platz wird durch den in der Mitte liegenden Windmühlenberg, unter dem sich der unterirdische Wasserbehälter befand, und das Bauensemble des Wasserturms – bestehend aus Wasserturm, Tiefbehälter, Steigrohrturm, Maschinenhaus und Schwimmerhäuschen – charakterisiert. Auf dem Windmühlenberg ist eine Rasenfläche angelegt, auf der sich ein kleiner runder Pavillon befindet. Die Ränder des Windmühlenberges werden durch eine Baumbepflanzung akzentuiert. Die südwestliche Seite der Erhebung hebt sich durch ihre treppenförmige Gestaltung hervor, die es ermöglicht, als Treppe und Sitzfläche genutzt zu werden. Auf die Erhebung führt südlich ein kleiner Sandweg. In Luftlinie des Pavillons befindet sich in nordöstlicher Richtung der Wasserturm, der mit beigefarbenen Backsteinen verklinkert ist. Mittig zwischen der Luftlinie des Pavillons und des Wasserturms befinden sich die Überreste des oberirdischen Wasserbeckens. In ostnordöstlicher Luftlinie vom Pavillon befindet sich der Steigrohrturm. Östlich vom Wasserturm liegt ein Spielplatz auf dem Gelände des ehemaligen Maschinenhauses I. In Symmetrie zu dem Gelände des ehemaligen Maschinenhauses I befindet sich Richtung Westen das Maschinenhaus II. In die Platzgestaltung mit eingebunden ist zudem an nördlicher Seite ein Fußballplatz sowie ein halber Basketballplatz, welche durch die Begrünung teilweise verborgen werden.

## Gedenken und Kunst
Am Wasserturmplatz erinnern zwei Gedenktafeln an die Opfer des KZ im Kessel- und Maschinenhaus des Wasserwerks. Zudem befindet sich dort auch ein Streetart-Bild des Künstlers JR. Auf Initiative einer Autorin wurde 2005 eine Informationstafel ergänzend zu der Gedenkwand errichtet.
| Datierung        | Bild | Anmerkungen |
| ---------------- | ---- | --- |
| 6. Dezember 2005 |      | Die Tafel wurde 2011 erneuert, da sie vermutlich durch Beschuss stark beschädigt wurde.                                                                |
| 6. Dezember 2005 |      | Die Tafel befindet sich auf einer Gedenkmauer aus roten Klinkern, unterhalb des Wasserturms.                                                           |
|                  |      | Das Bild befindet sich auf einem Nebengebäude neben den Überresten des ehemaligen Wasserbeckens. Es wurde von dem französischen Künstler JR entworfen. |